# تاتسویا ایکدا
تاتسویا ایکدا (انگلیسی: Tatsuya Ikeda؛ زادهٔ ۱۸ مهٔ ۱۹۸۸) بازیکن فوتبال اهل ژاپن است.